# Établissement rural de Padany
L'établissement rural de Padany (en russe : Паданское се́льское поселе́ние) est une entité municipale de Russie formée en 2004, du raïon de Medvejiegorsk dans la république de Carélie. Son siège administratif est le village de Padany.

## Géographie
L'établissement rural se situe dans le raïon de Medvejiegorsk, un des raïons de la république de Carélie,,,,. Le raïon et la république se trouvent dans le nord de la Russie européenne.
La municipalité a une superficie de 4 187,24 km2.' Au nord, elle est bordée par les municipalités de Mujejärvi et Rukajärvi du raïon de Mujejärvi et par Mustakoski du raïon de Segueja, à l'Est par Papinkoski du raïon de Segueja, au sud par Tchopina du raïon de Karhumäki et Porajärvi du raïon de Suojärvi, ainsi qu'à l'ouest par Sukkajärvi, Pieninkä et Voloma du raïon de Mujejärvi. Le territoire de la municipalité est principalement forestier.

## Population
Recensements (*) et estimations de la population,:
| 2010* | 2021* | 2023 | - |
| ----- | ----- | ---- | - |
| 1 675 | 866   | 815  | - |

## Localités
L'établissement rural compte 12 localités,,,.
| Nom         | Nom russe  | Statut    | Population (2013) |
| ----------- | ---------- | --------- | ----------------- |
| Akhvenlambi | Ахвенламби | possiolok | 129               |
| Venguigora  | Венгигора  | hameau    | 6                 |
| Ievgora     | Евгора     | possiolok | 36                |
| Maslozero   | Маслозеро  | hameau    | 176               |
| Padany      | Паданы     | village   | 800               |
| Pogost      | Погост     | hameau    | 1                 |
| Selgui      | Сельги     | hameau    | 52                |
| Siargozero  | Сяргозеро  | hameau    | 11                |
| Termany     | Терманы    | hameau    | 17                |
| Chalgovaara | Шалговаара | hameau    | 4                 |
| Chalgovaara | Шалговаара | possiolok | 214               |
| Ioukkogouba | Юккогуба   | hameau    | 1                 |